# 아일린 바턴
아일린 바턴(Eileen Barton, 1924년 11월 24일 ~ 2006년 6월 27일)은 미국의 여성 연극배우이자 가수 겸 작사가 및 뮤지컬 배우이다.

## 생애

### 일생과 명성
그녀는 2세 때였던 1926년에 연극배우 첫 데뷔하였고 16세 때인 1940년에 가수 데뷔하였으며 1947년 뮤지컬 배우 데뷔하였다.
그녀는 미국 캘리포니아주 로스 앤젤레스 거주 시절 미국 남성 가수 겸 영화배우 딘 마틴(Dean Martin)과 음악적 교류를 하기도 하였으며 이후 대형 스탠더드 팝 가수 겸 뮤지컬 배우로 인기를 누렸다.

### 사망
2006년 6월 27일에 향년 82세로 별세하였다.

## 유명세
그녀는 보통적으로 대한민국 국내에서는 《If I knew you were coming I'd've baked a cake》라는 노래의 오리지널 원곡 가수로 널리 알려져 있고 미국 가수 로즈마리 클루니(Rosemary Clooney)의 스페인어 노래인 《Quien sera》라는 곡을 영어 가사로 번안한 《Sway》라는 노래를 불러 히트한 가수로도 잘 알려져 있다.